# Phytomyza nemopanthi
Phytomyza nemopanthi är en tvåvingeart som beskrevs av Griffiths och Piercey-normore 1995. Phytomyza nemopanthi ingår i släktet Phytomyza och familjen minerarflugor.
Artens utbredningsområde är Newfoundland. Inga underarter finns listade i Catalogue of Life.